# Beatus de Fanlo
El Beatus de Fanlo va ser un manuscrit il·luminat que contenia el comentari a l'Apocalipsi de Beat de Liébana. Malauradament només se'n conserven set folis copiats amb gran cura el segle xvii. Havia estat al monestir avui en dia desaparegut de San Andrés de Fanlo (Sabiñánigo, Osca), d'on pren el nom. Els folis es conserven a Nova York, a la Pierpont Morgan Library, amb la signatura Ms. 1079, folis 6-12.

## Història i descripció
Els fulls del Beatus de Fanlo van ser adquirits per la Pierpont Morgan Library el 1988 dins d'un manuscrit miscel·lani que conté documents genealògics, cartes i altres textos, compilat per l'historiador aragonès Juan Francisco Andrés de Uztarroz. A Nova York es van identificar els set folis com a còpia d'un Beatus perdut. Galtier va arribar a la conclusió que es tracta d'un Beatus copiat a San Millán de la Cogolla per a l'abat Banzo, del monestir de San Andrés de Fanlo, per mediació del rei Ramir I. Per tant, s'ha de datar en els anys 1040-60. Se'l considera de la família del Beatus de l'Escorial. En l'acròstic conservat hi figura que va ser elaborat per un monjo anomenat Sanç (Sancius).
El Beatus va passar a Montearagón en el segle xii i hi restà fins al segle xvii. En aquest context, Vicencio Juan de Lastanosa en va fer una còpia d'alguns folis amb aquarel·la el 1635; aquests folis copiats són l'únic que es conserva d'aquest beatus.
En els set folis copiats hi ha dues taules de l'Anticrist, un Anyell de Déu i diversos acròstics.

## Galeria

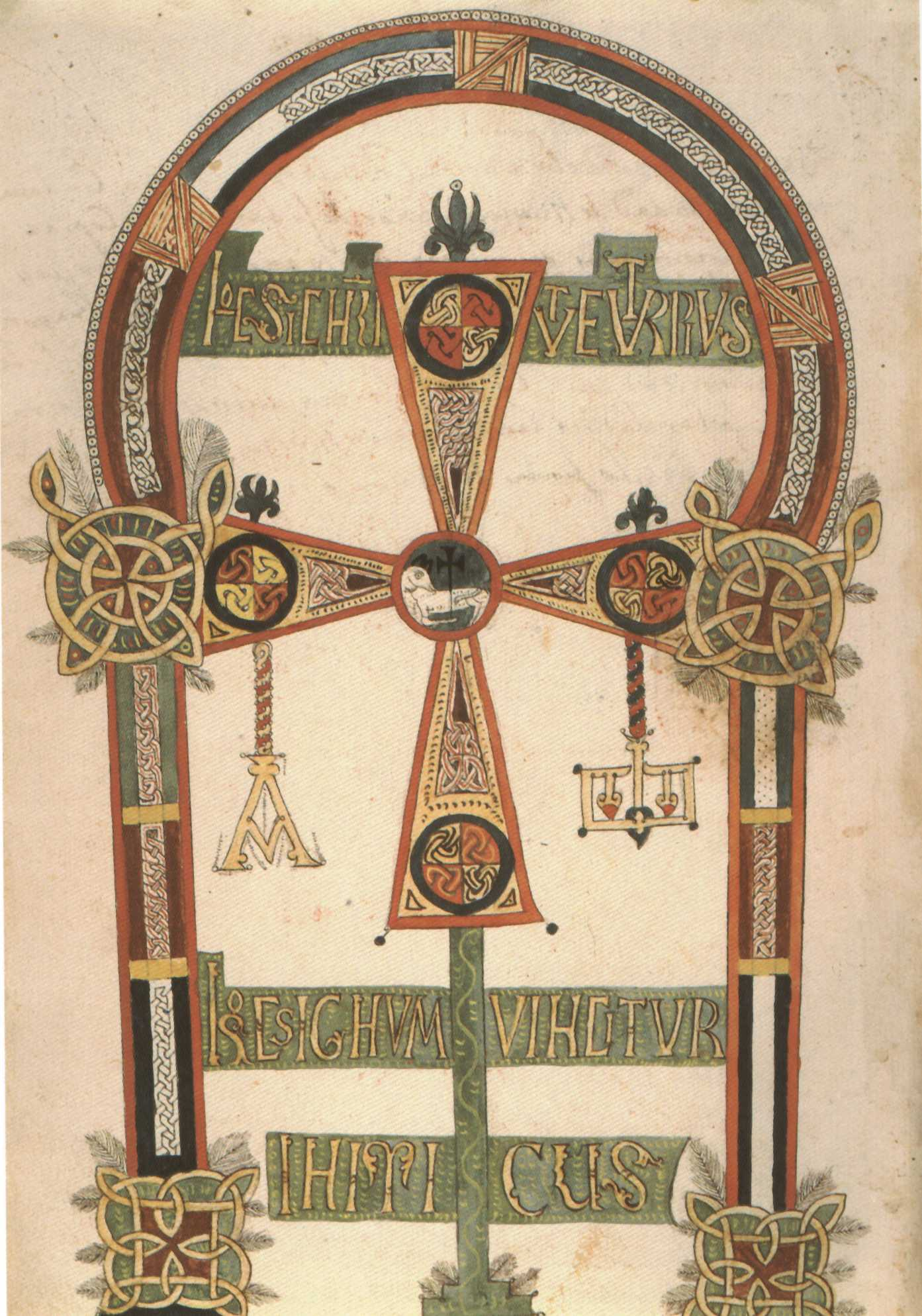
Foli 10v; l'Anyell de Déu inscrit en una creu d'Oviedo
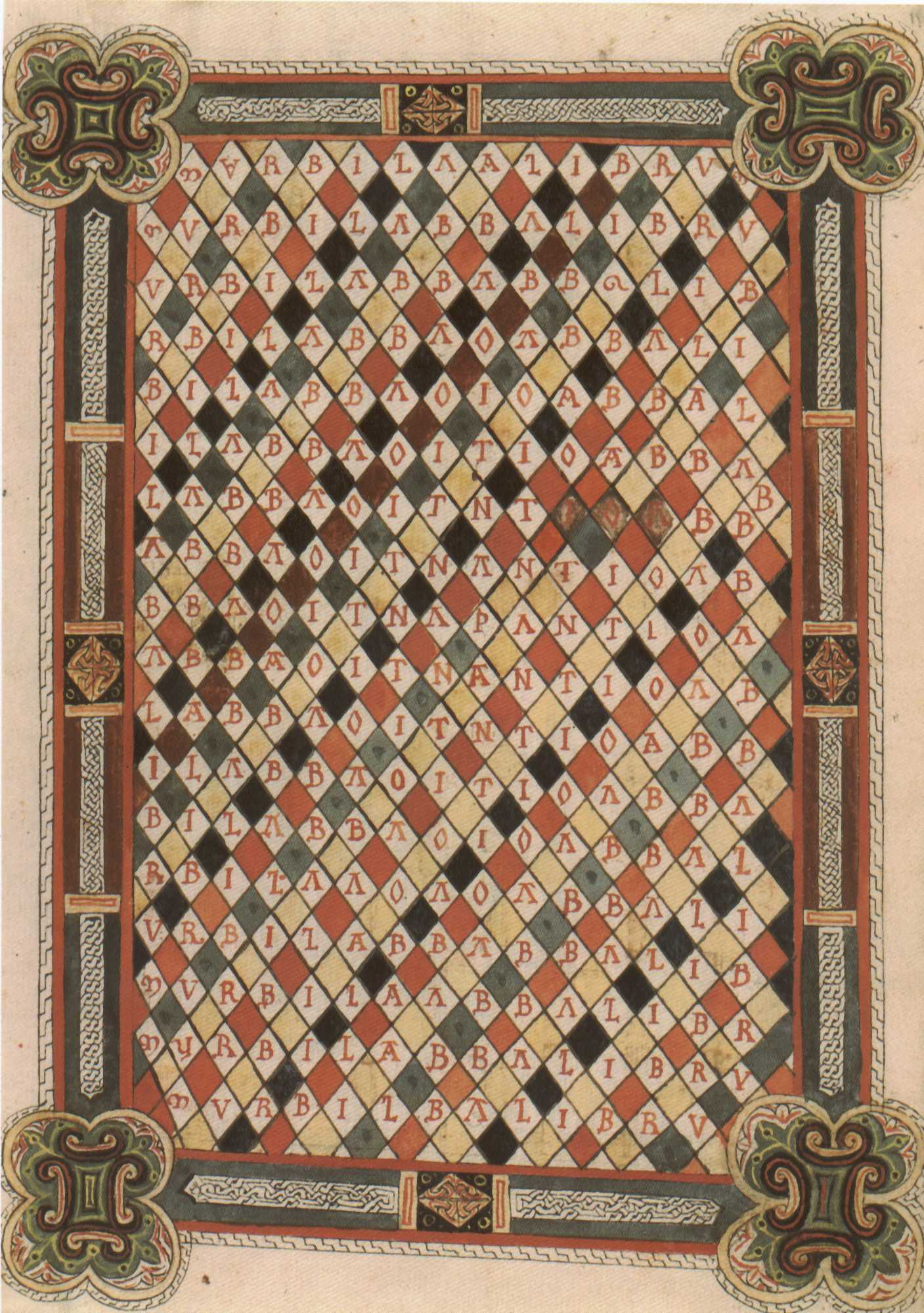
Foli 11r; acrostic